# Bobenhausen II
Bobenhausen II is een plaats in de Duitse gemeente Ulrichstein, deelstaat Hessen, en telt 436 inwoners.